# Mother Bethel A.M.E. Church
La Mother Bethel African Methodist Episcopal Church è una chiesa e confraternita storica che si trova al 419 South 6th Street nel centro di Filadelfia, Pennsylvania, USA. Fondata nel 1794, è la più antica congregazione Episcopale Metodista Africana della nazione.

## Storia
La sua chiesa attuale, completata nel 1890, è la più antica proprietà ecclesiastica negli Stati Uniti ad essere posseduta ininterrottamente da afroamericani. È stata designata NRHP il 16 marzo 1972, al numero di riferimento 72001166 e designata PHMC il 19 marzo 1991.

## La congregazione

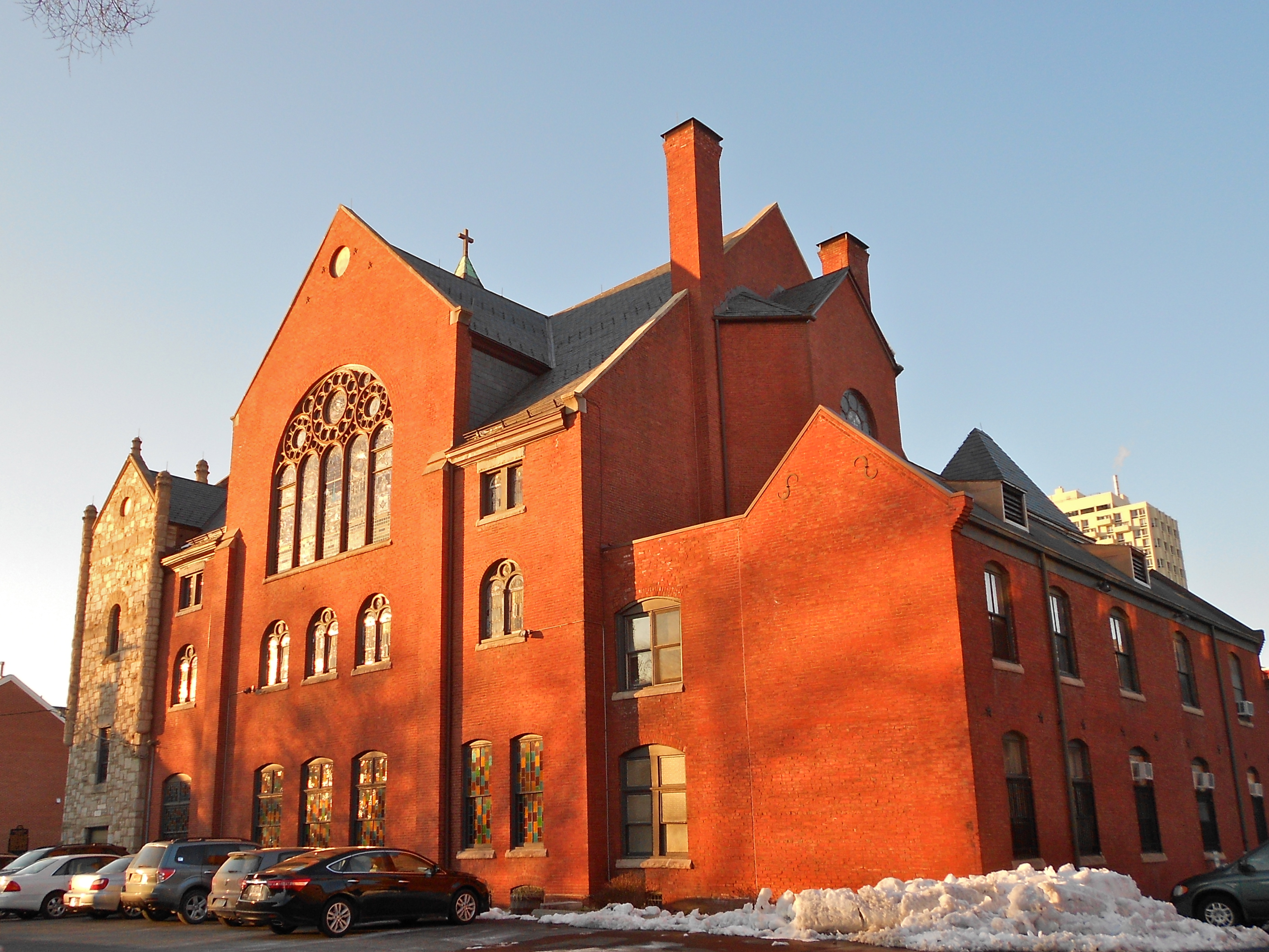
Video: Mother Bethel AME Church - Philadelphia, PA

La chiesa fu suggerita nel 1791 dai membri della Free African Society di Filadelfia, tra cui Absalom Jones, per il desiderio di creare uno spazio per il culto e la comunità afroamericana autonoma in città. Il desiderio di creare la chiesa fu rafforzato nel 1792, dopo che i membri afroamericani della St. George's Methodist Church se ne furono andati a causa della segregazione razziale nei servizi di culto. Madre Bethel fu una delle prime chiese afroamericane negli Stati Uniti, consacrata il 29 luglio 1794 dal Vescovo Francis Asbury.
Il 12 ottobre 1794 il reverendo Robert Blackwell annunciò che la congregazione era stata conseguita nella piena comunione con la Chiesa Episcopale Metodista.
Nel 1816 il Rev. Richard Allen riunì altre congregazioni metodiste nere della regione per organizzare la nuova denominazione della African Methodist Episcopal Church. Fu eletto vescovo di questa denominazione. Dopo la Guerra Civile Americana, i suoi missionari si recarono nel Sud per aiutare i liberti e fondarono molte nuove chiese nella regione.
Nel 1838 l'edificio fu danneggiato durante i disordini che seguirono la distruzione della Pennsylvania Hall.
Allen e sua moglie, Sarah Allen, sono entrambi sepolti nella cripta della chiesa attuale. L'attuale edificio della chiesa è stato costruito nel 1888-1890 ed è stato designato come National Historic Landmark.
Il 25 ottobre 2009 nella Chiesa di St. George si è svolto il “Grande Raduno”, in cui la comunità di Madre Bethel AME e le congregazioni di St. George si sono riunite per il culto domenicale a St. George per la prima volta dopo la storica protesta. Il Rev. Dr. Mark Kelly Tyler ha pronunciato la predica per questo servizio.

## Storia dell'edificio
La proprietà fu acquisita per la nuova congregazione nel 1794. Il primo edificio fu una struttura a telaio inizialmente utilizzata come officina di un fabbro, che fu trasportata sul posto.
Questo edificio fu poi sostituito da strutture a telaio nel 1805 e nel 1841. Si dice che la chiesa del 1841 avesse un tunnel che la collegava alla vicina casa di riunione quacchera, per facilitare gli spostamenti degli schiavi fuggitivi.

L'edificio attuale, completato nel 1890, è una struttura in muratura di tre piani in stile romanico. Le sue grandi finestre ad arco rotondo sono ornate da vetri colorati provenienti dalla Germania.

## Galleria d'immagini

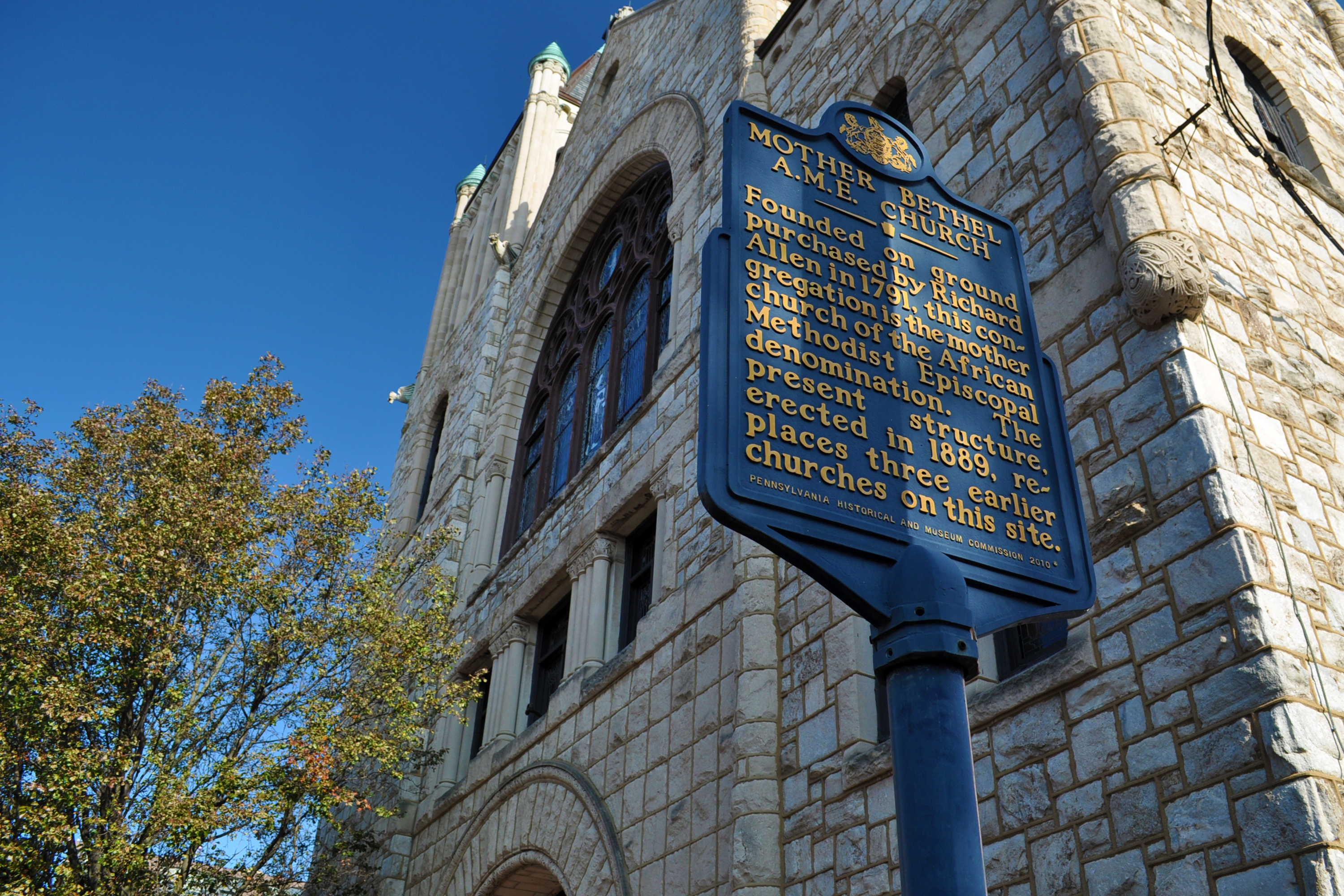
Marcatore storico della Chiesa A.M.E. di Madre Bethel
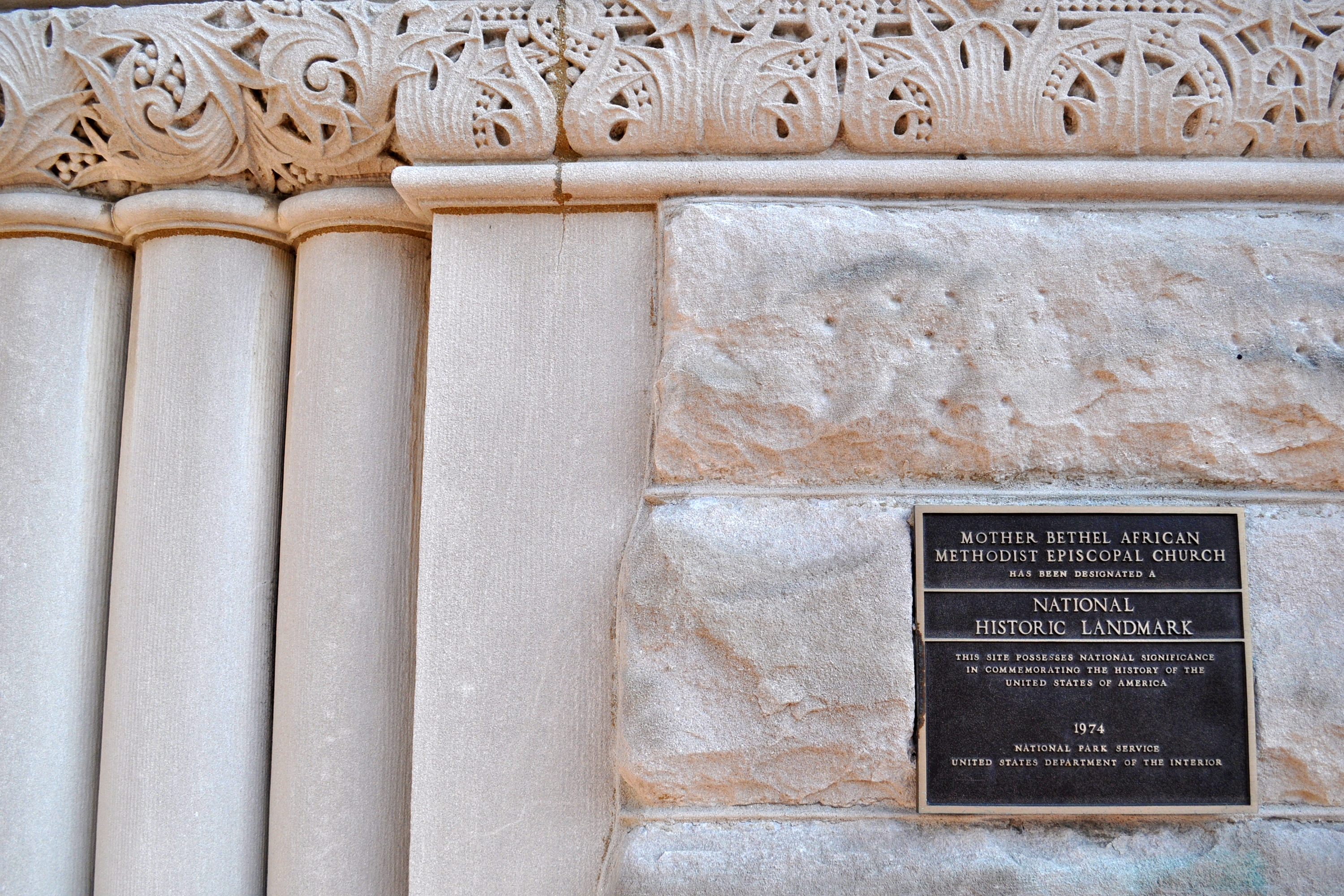
Targa di Riferimento Storico Nazionale
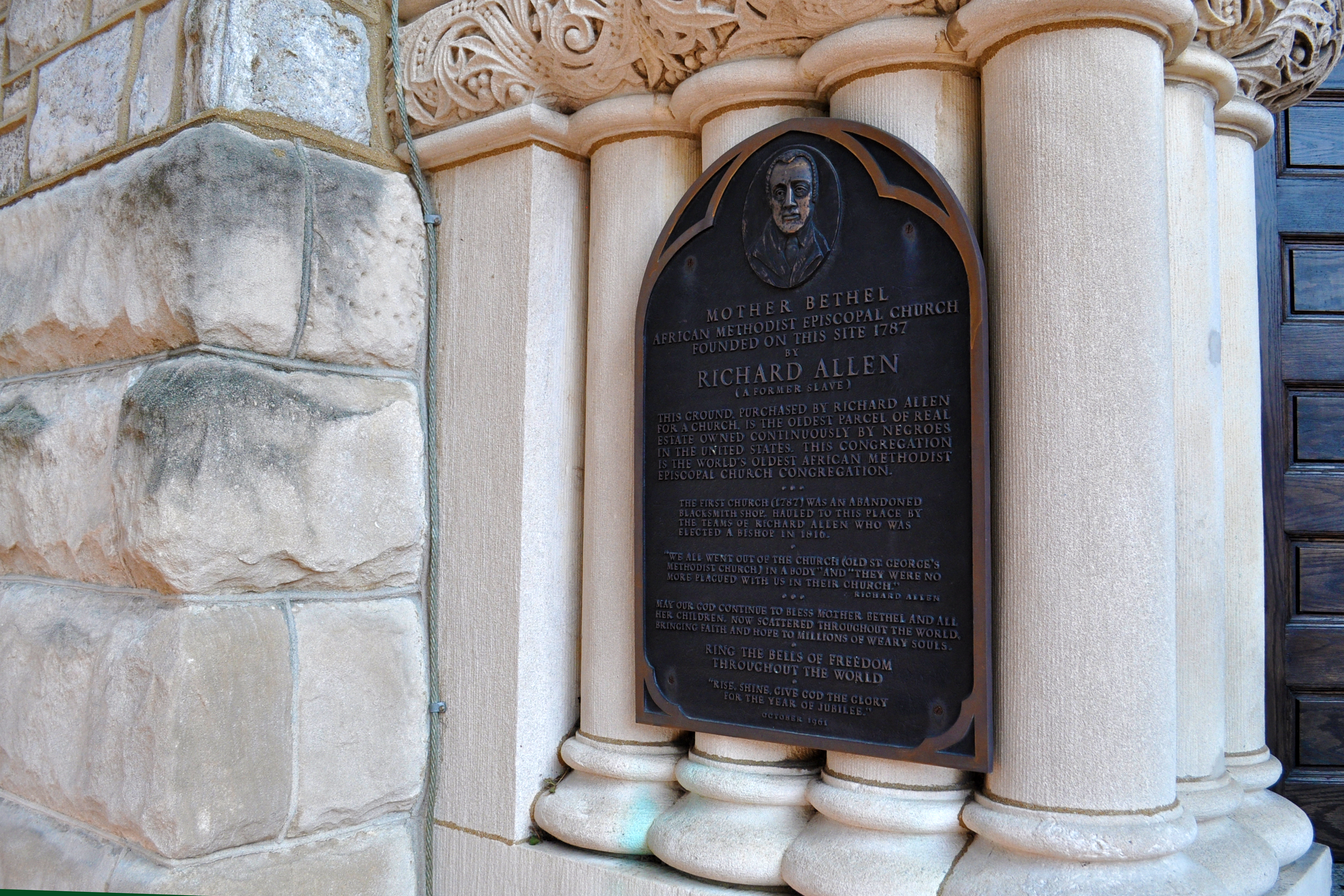
Targa storica di Richard Allen
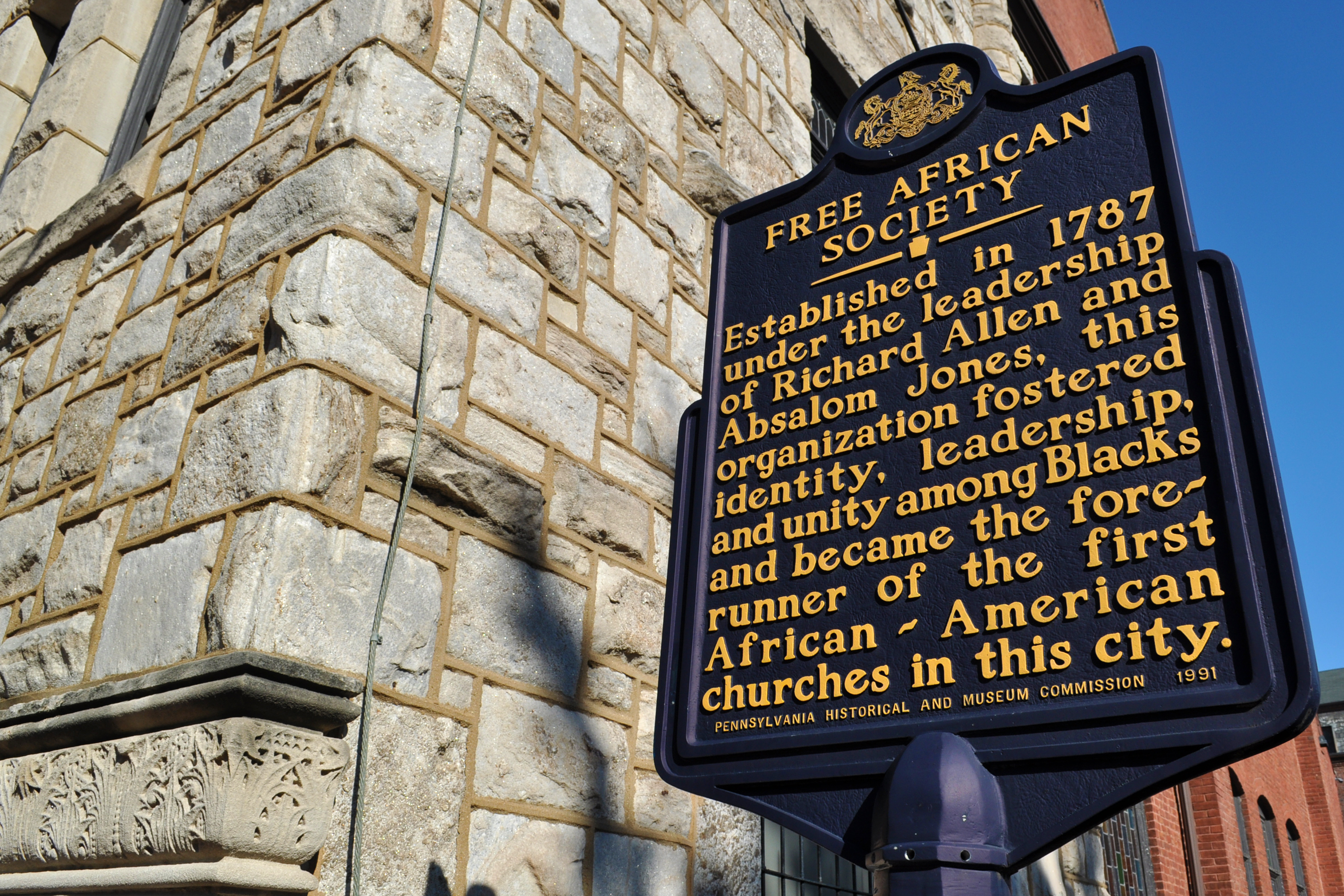
Marcatore storico della Free African Society